# Cypripedium tibeticum
Cypripedium tibeticum es un miembro del género Cypripedium dentro de la familia Orchidaceae. Es endémica de Sikkim al centro de China.

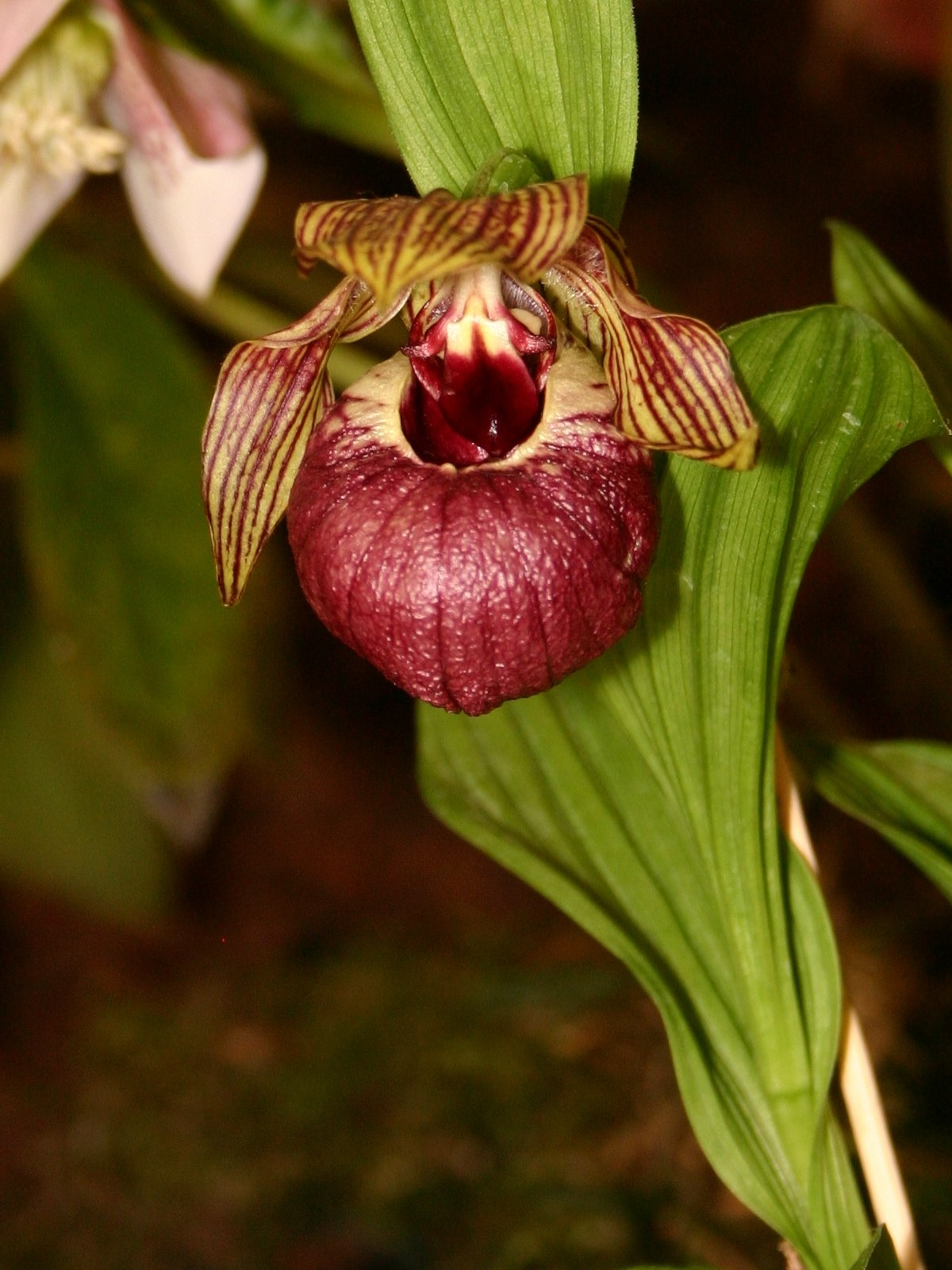
Detalle de la flor

## Descripción
Es una orquídea de pequeño tamaño que prefiere el clima fresco al frío. Tiene hábitos terrestres que crece con un tallo erecto, glabro y verde envuelto completamente por tres envolturas tubulares, acuminadas y que llevan 3 hojas orbiculares a elíptico-ovales, obtusas, agudas y ciliadas. Florece en la primavera y principios del verano en una corta inflorescencia, caída  de flores que surgen antes de las hojas maduras.

## Distribución
Se encuentra en la cordillera del Himalaya, en China (Sichuan), Bhután, India (Assam) y el este del Himalaya a altitudes de 2200 a 4500 metros en los prados montanos abiertos, en el borde de las coníferas y bosques mixtos, en lugares abiertos y pedregales calizos.

## Taxonomía
Cypripedium tibeticum fue descrita por King ex Rolfe y publicado en Journal of the Linnean Society, Botany 29: 320. 1892.
Etimología
El nombre del género viene de « Cypris», Venus, y de "pedilon" = "zapato" o "zapatilla" en referencia a su labelo inflado en forma de zapatilla.
tibeticum; epíteto geográfico que se refiere a su lugar de origen en el Tíbet.
Sinonimia
- Cypripedium corrugatum Franch. (1894)
- Cypripedium corrugatum var. obesum Franch.  (1894)
- Cypripedium macranthos var. tibeticum (King ex Rolfe) Kraenzl. (1897)
- Cypripedium langrhoa Costantin (1919)
- Cypripedium compactum Schltr. (1922)[3][4]